# دانشکده حقوق دانشگاه تربیت مدرس
دانشکده حقوق یکی از ۱۵ دانشکده دانشگاه تربیت مدرس است که در سال ۱۳۹۱ تأسیس شد این دانشکده دارای ۵ گروه علمی شامل گروه‌های حقوق خصوصی، حقوق کیفری و جرمشناسی، حقوق مالکیت فکری، حقوق بین‌الملل و حقوق عمومی است و در دو مقطع کارشناسی ارشد و دکتری دانشجو تربیت می‌کند. رشته حقوق در دانشگاه تربیت مدرس از سال ۱۳۶۴  در قالب گروه حقوق دانشکده علوم انسانی دایر شد. مطابق اعلام نظام رتبه‌بندی QS که یکی از ۳ نظام برتر رتبه‌بندی جهانی است، این دانشکده در سال ۲۰۱۴ مقام نخست رشته حقوق در بین دانشگاه‌های کشور را احراز نمود. در حال حاضر طيبه صاحب سرپرست این دانشکده است. مرتضی شهبازی‌نیا بنيانگذار و اولين رئیس دانشکده بود. .مرتضي شهبازي نيا رئيس سابق اتحاديه سراسري كانونهاي وكلاي دادگستري ايران، محمود صادقی نماینده تهران در مجلس دهم و  ابراهیم عزیزی معاون سابق برنامه و بودجه رئیس‌جمهور عضو این دانشکده هستند. علی بهادری جهرمی سخنگوی دولت سیزدهم از دیگر اساتید این دانشکده است.

## فارغ التحصیلان سرشناس
بخش قابل توجهی از اعضای هیئت علمی دانشکده‌های حقوق دولتی و آزاد را فارغ التحصیلان این دانشکده تشکیل می‌دهند. از جمله فارغ التحصیلان سرشناس این دانشکده عبارتند از: 
- سید علی احمدزاده استاندار کهگیلویه و بویراحمد در دولت سیزدهم
- محمود صادقی نماینده تهران در مجلس دهم
- غلامحسین الهام وزیر پیشین دادگستری
- مرتضی شهبازی‌نیا رئیس اتحادیه سراسری کانونهای وکلای دادگستری ایران
- عباس جعفری دولت‌آبادی دادستان سابق تهران
- سیامک ره پیک
- محسن اسماعیلی
- محمدحسن صادقی مقدم حقوقدانان شورای نگهبان
- عبدالحسین شیروی استاد پردیس فارابی دانشگاه تهران
- سید ابراهیم امینی نایب رئیس
- حجت نظری عضو شورای پنجم شهر تهران

## مدیران گروه و روسای دانشکده
مدیران گروه از سال ۱۳۶۴ تا ۱۳۹۱:
۱- علی محمد مکرمی ۱۳۶۴ تا ۱۳۶۶
۲- سید مصطفی محقق داماد ۱۳۶۶ تا ۱۳۷۹
۳- محمد عیسائی تفرشی ۱۳۷۹ تا ۱۳۸۴
۴- محمود صادقی ۱۳۸۴ تا ۱۳۸۶
۵- مرتضی شهبازی‌نیا ۱۳۸۶ تا ۱۳۹۱
روسای دانشکده از تاریخ تأسیس ۱۳۹۱:
۱- مرتضی شهبازی‌نیا ۱۳۹۱ تا بهمن ۱۳۹۸
۲- محمدباقر پارساپور از بهمن ۱۳۹۸ آذر ١٤٠٠
٣- طيبه صاحب از آذر ١٤٠٠